# Зарядно устройство
Зарядно устройство е устройство за зареждане на електрохимични енергийни носители (акумулатори, презареждащи се батерии) с енергия (електричен ток). Действат като токоизправители и ако има нужда понижават тока. Някои използват слънчева енергия или динамо като източник на ток.
Акумулаторите са чувствителни към презареждане и прегряване. Зарядни устройства които контролират тези фактори осигуряват по-дълъг живот за тях.

## Видове

### Обикновени зарядни устройства
Обикновените зарядни устройства свързват акумулаторите с източник на постоянен ток (например никел-кадмиеви акумулатори) или постоянно напрежение (например оловни акумулатори). Процесът на зареждане не може да се контролира. В най-добрия случай съществува възможност за прекъсване на процеса след определено време. При използването на такива зарядни устройства рискът от презареждане или прегряване е много по-висок.

### „Интелигентни“ зарядни устройства
Интелигентните зарядни устройства имат по-сложна електронна схема и могат да се прилагат и други методи на зареждане, например чрез електронни импулси. Тези устройства могат да установят кога акумулаторът е напълно зареден и да преустановят процеса. Така се предотвратява презареждане. Освен това има възможност акумулаторът да се разреди напълно и тогава да започне процесът на зареждане, или акумулаторът да се разрежда и зарежда няколко пъти за регенерация на ядрото.
Оптимални са зарядни устройства които могат поотделно да контролират едновременно зареждащи се с тях акумулатори.